# Triumfbuen
Triumfbuen (fransk: Arc de triomphe de l'Étoile) er en triumfbue i Paris på Place Charles de Gaulle – tidligere Place de l'Étoile (Stjernepladsen) – for enden af byens hovedstrøg Avenue des Champs-Élysées.
Den er et af Paris' mange vartegn. Det er et 50 meter højt bygningsværk, som kejser Napoleon lod igangsætte i 1806 efter sin sejr ved Austerlitz for at hylde den franske hær. Triumfbuen, som er opført i empirestil, var færdigbygget i 1836.
Under Triumfbuen findes den ukendte soldats grav, hvor en ukendt fransk soldat fra 1. verdenskrig ligger begravet. Over graven brænder en evig flamme til minde om de faldne i 1. verdenskrig. I 1940 marcherede tyske soldater igennem triumfbuen for at markere sejren over Frankrig, og i 1944 markerede general Charles de Gaulle befrielsen fra den tyske besættelse på samme måde.
- Den ukendte soldats grav

## Andre triumfbuer
Der findes også en mindre Triumfbue: Arc de Triomphe du Carrousel, som er 25 meter høj, og endelig blev von Spreckelsens kube eller La Grande Arche de la Fraternité indviet i 1989. Den er 100 meter høj.
De tre triumfbuer ligger på monumentalaksen Axe historique.

## Eksterne links
- Officielle hjemmeside (fransk)